# Sofiane Belhadj
Pour les articles homonymes, voir Belhadj.
 (mai 2011).
Sofiane Belhadj ou Sofiane Belhaj (arabe : سفيان بلحاج), né en 1983, est un militant politique belgo-tunisien connu pour son rôle dans la contestation qui précède la révolution tunisienne.

## Biographie
De mère belge et de père tunisien, il suit des cours de science politique à Bruxelles puis une formation de marketing.
En 2005, il s'intéresse au parcours du cyberdissident Zouhair Yahyaoui. Il lance son propre blog, I have a dream : une Tunisie démocratique, en 2008, sous le nom d'emprunt d'« Hamadi Kaloutcha » ; il y combat le dénigrement de la démocratie.
Fin 2010, il traduit les câbles de la diplomatie américaine diffusés par WikiLeaks, en français et en arabe, dans lesquels celle-ci considère le président Zine el-Abidine Ben Ali et son clan comme corrompus et kleptocrates. Il les publie sur sa page Facebook.
Le 6 janvier 2011, au moment où les manifestations de la révolution tunisienne prennent de l'ampleur, il est arrêté, avant d'être libéré trois jours plus tard.
Après la chute de Ben Ali, il est nommé au sein de la Haute instance pour la réalisation des objectifs de la révolution, de la réforme politique et de la transition démocratique, présidée par Yadh Ben Achour.